# ピー・シー・エー
ピー・シー・エー株式会社は東京都千代田区に本社を置き、コンピュータソフトウェアの開発および販売を行う日本の企業。東京証券取引所第一部上場。
企業向けの会計・販売管理用パッケージソフトなどに強く、日本の会計ソフト業界ではオービックビジネスコンサルタント（OBC）・弥生等と並ぶ業界大手の一社である。